# Liste der Naturschutzgebiete im Erzgebirgskreis
Im Sächsischen Erzgebirgskreis gibt es 32 Naturschutzgebiete.
| Name des Gebietes                                      | Bild           | Kennung | WDPA      | Landkreis / Stadt              | Beschreibung / Bemerkungen | Standort | Fläche in Hektar | Datum der Verordnung |
| ------------------------------------------------------ | -------------- | ------- | --------- | ------------------------------ | -------------------------- | -------- | ---------------- | -------------------- |
| Alte Leite                                             |                | C 07    | 162093    | Erzgebirgskreis                |                            | Position | 32,67            | 1981                 |
| Am Riedert                                             | weitere Bilder | C 22    | 162179    | Erzgebirgskreis                |                            | Position | 18,5             | 1986                 |
| Am Taufichtig                                          | weitere Bilder | C 29    | 162188    | Erzgebirgskreis                |                            | Position | 36,64            | 1988                 |
| Bärenbach                                              |                | C 08    | 162338    | Erzgebirgskreis                |                            | Position | 67,24            | 1984                 |
| Bockautal                                              |                | C 20    | 162473    | Erzgebirgskreis                |                            | Position | 33,34            | 1967                 |
| Conradswiese                                           |                | C 18    | 162683    | Erzgebirgskreis                |                            | Position | 38,97            | 1967                 |
| Fichtelberg                                            | weitere Bilder | C 98    | 389590    | Erzgebirgskreis                |                            | Position | 209              | 2007                 |
| Friedrichsheider Hochmoor                              | weitere Bilder | C 21    | 163152    | Erzgebirgskreis                |                            | Position | 19,01            | 1994                 |
| Großer Kranichsee                                      | weitere Bilder | C 48    | 14531     | Erzgebirgskreis, Vogtlandkreis |                            | Position | 611              | 1961                 |
| Halbmeiler Wiesen                                      | weitere Bilder | C 50    | 163496    | Erzgebirgskreis                |                            | Position | 17,49            | 1985                 |
| Hermannsdorfer Wiesen                                  | weitere Bilder | C 26    | 14526     | Erzgebirgskreis                |                            | Position | 185              | 1967                 |
| Hirschberg - Seiffener Grund                           |                | C 09    | 14522     | Erzgebirgskreis                |                            | Position | 172,57           | 1961                 |
| Höhlteich                                              | weitere Bilder | C 77    | 163755    | Erzgebirgskreis                |                            | Position | 37,1             | 1995                 |
| Hormersdorfer Hochmoor                                 | weitere Bilder | C 05    | 163793    | Erzgebirgskreis                |                            | Position | 10,63            | 1986                 |
| Kleiner Kranichsee, Butterwegmoor und Henneberger Hang | weitere Bilder | C 25    | 164124    | Erzgebirgskreis                |                            | Position | 103,8            | 1996                 |
| Kuttenbach                                             |                | C 85    | 164309    | Erzgebirgskreis                |                            | Position | 65               | 1986                 |
| Lohenbachtal                                           | weitere Bilder | C 86    | 318745    | Erzgebirgskreis                |                            | Position | 20,5             | 2002                 |
| Moor am Pfahlberg                                      |                | C 31    | 164663    | Erzgebirgskreis                |                            | Position | 21,58            | 1967                 |
| Moor an der Roten Pfütze                               | weitere Bilder | C 27    | 164664    | Erzgebirgskreis                |                            | Position | 15,16            | 1988                 |
| Moore südlich von Schönheide                           | weitere Bilder | C 101   | 555560773 | Erzgebirgskreis                |                            | Position | 27,83            | 2013                 |
| Mothäuser Heide                                        | weitere Bilder | C 13    | 14525     | Erzgebirgskreis                |                            | Position | 414,1            | 1961                 |
| Rauenstein                                             |                | C 06    | 165110    | Erzgebirgskreis                |                            | Position | 13,94            | 1991                 |
| Rauschenbachtal                                        | weitere Bilder | C 64    | 165113    | Erzgebirgskreis                |                            | Position | 40,93            | 1961                 |
| Rungstock                                              |                | C 10    | 14523     | Erzgebirgskreis                |                            | Position | 179,86           | 1961                 |
| Schieferbach                                           | weitere Bilder | C 24    | 165385    | Erzgebirgskreis                |                            | Position | 16,8             | 1997                 |
| Schwarze Heide - Kriegswiese                           |                | C 14    | 165499    | Erzgebirgskreis                |                            | Position | 83,83            | 1995                 |
| Schwarzwassertal                                       | weitere Bilder | C 12    | 14524     | Erzgebirgskreis                |                            | Position | 186              | 1967                 |
| Steinbach                                              |                | C 28    | 14527     | Erzgebirgskreis                |                            | Position | 440,6            | 1961                 |
| Vordere Aue                                            | weitere Bilder | C 52    | 166097    | Erzgebirgskreis                |                            | Position | 46,4             | 1991                 |
| Wettertannenwiese                                      | weitere Bilder | C 62    | 166280    | Erzgebirgskreis                |                            | Position | 7,45             | 1985                 |
| Zweibach                                               |                | C 30    | 14528     | Erzgebirgskreis                |                            | Position | 106,76           | 1961                 |
| Zwönitzer Moosheide                                    |                | C 99    | 555552617 | Erzgebirgskreis                |                            | Position | 19,04            | 2012                 |